# Wallace-Streifenbeutelmarder

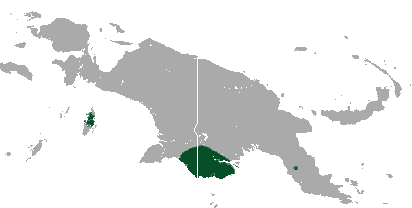
Verbreitungsgebiet

Der  Wallace-Streifenbeutelmarder (Myoictis wallacei) ist ein Raubbeutler aus der Unterklasse der Beuteltiere, er bewohnt die indonesischen Aru-Inseln und den Süden von Neuguinea von Merauke im Westen bis Avera (Avela) und den Aroafluss im Osten.

## Merkmale
Die Tiere erreichen eine Kopfrumpflänge von ca. 20 Zentimetern, eine Schwanzlänge von 15 bis 23 Zentimetern und ein Körpermasse von durchschnittlich etwa 230 Gramm. Das Fell ist rostbraun mit drei schwarzen Längsstreifen auf dem Rücken, an Kopf und Schwanz etwas heller. Der mittlere Rückenstreifen ist am Kopf nur blass ausgebildet. 
Der Wallace-Streifenbeutelmarder unterscheidet sich von anderen Vertretern der Gattung insbesondere durch den buschigen, rötlich behaarten Schwanz. Thenar und erster Interdigitalballen sind in der Regel nicht miteinander verschmolzen. Die hinteren Gaumenfenster sind groß. Der Prämolar P3 ist mit einer doppelten Wurzel versehen. Die Weibchen tragen 6 Zitzen im Beutel.

## Lebensweise
Über die Lebensweise dieser tagaktiven Streifenbeutelmarder ist wenig bekannt. Einheimische der Aru-Inseln berichten, dass die Tiere vor allem Morgens und am Abend zu beobachten sind, sich bevorzugt am Boden aufhalten, sich von Insekten und Eidechsen ernähren und in Steinhaufen oder Baumhöhlen Unterschlupf suchen. Gray erwähnt in seiner Erstbeschreibung die Tiere seien „in Gebäuden so zerstörerisch in Bezug auf alles Essbare wie Ratten“.

## Forschungsgeschichte
Das Typusexemplar wurde 1857 von Alfred Russel Wallace auf den Aru-Inseln erlegt. Wallace berichtete 1857 in einer ersten Notiz zur Fauna der Inseln von „zwei oder drei kleinen, Ratten-ähnlichen Beuteltieren“. Fell und Schädelskelett wurden von Wallace an das British Museum of Natural History gesandt, wo sich die Belegstücke heute noch unter der Inventarnummer BM 58.2.20.1 finden lassen. Die wissenschaftliche Erstbeschreibung auf Basis dieser Belegstücke erfolgte 1858 durch John Edward Gray, zu Ehren von Wallace, unter dem Namen „Myoictis wallacii“.
Die Erstbeschreibung durch Gray 1858 ist mit zwei signifikanten Problemen behaftet. Zum einen basiert die Beschreibung auf einem männlichen Jungtier, bei dem noch nicht alle arttypischen Merkmale zur Gänze ausgebildet waren, zum anderen wurde die Schreibweise „wallacii“ für den Artzusatz als orthographisch inkorrekt bemängelt. In der modernen Fachliteratur taucht die ursprüngliche Bezeichnung „Myoictis wallacii“ zwar zuweilen noch auf, die Schreibweise Myoictis wallacei wird jedoch meist bevorzugt.
Diesem Umstand ist es wohl auch geschuldet, dass der Wallace-Streifenbeutelmarder lange Zeit als Unterart des Müller-Streifenbeutelmarders („Myoictis melas wallacei“) geführt wurde. Erst eine umfangreiche anatomische Analyse der Gattung Myoictis durch Patricia Woolley und eine molekulargenetische Untersuchung durch Michael Westerman et al. brachte Klarheit darüber, dass es sich tatsächlich um eine eigene Art handelt.
Über den Gefährdungsgrad gibt es wenig zuverlässige Angaben und die IUCN listet diese als gering gefährdet.